# Primavera (Pernambouc)
Primavera est une municipalité brésilienne située dans l'État du Pernambouc.